# Historia de Sudamérica

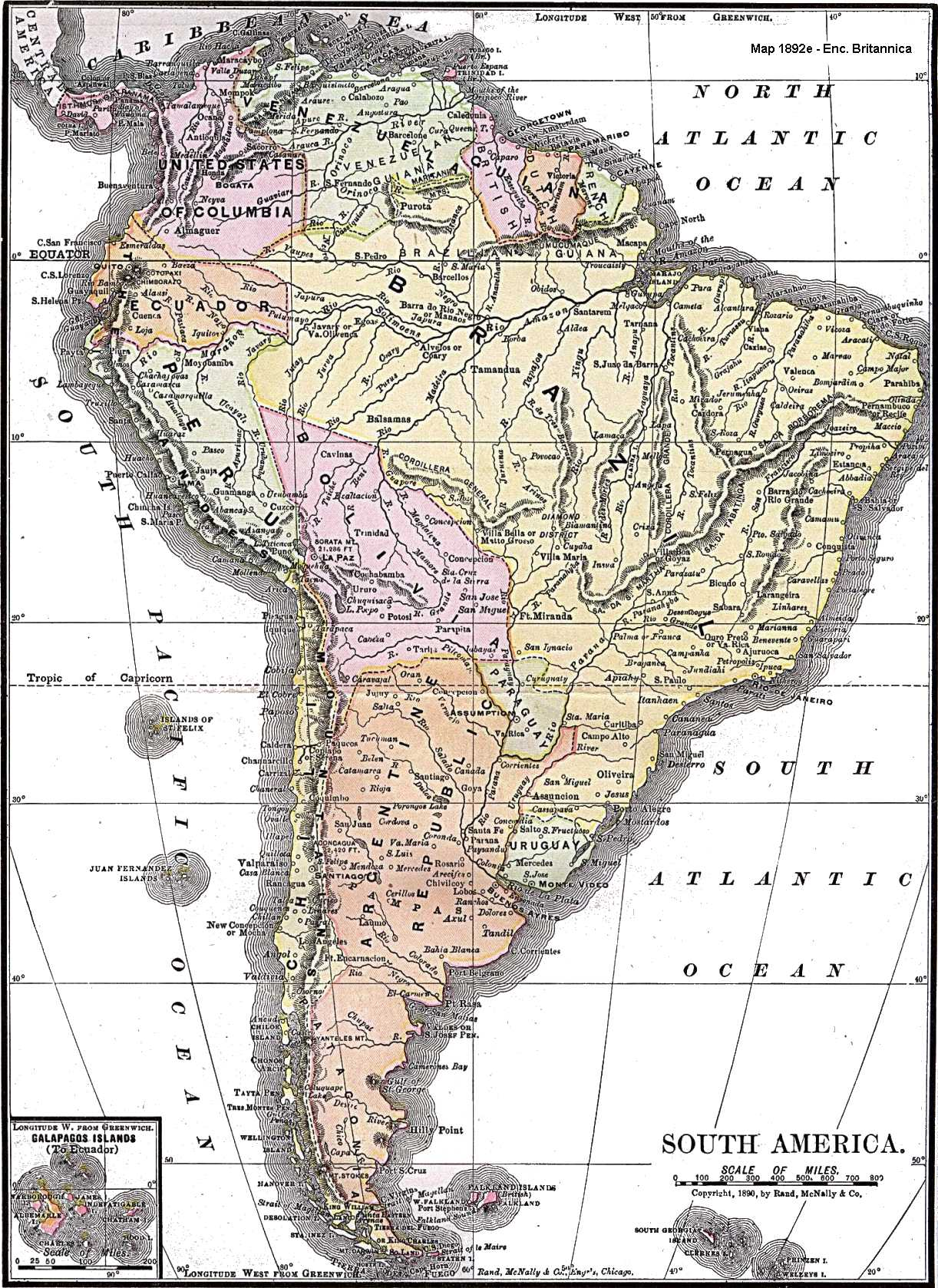
Mapa de Sudamérica hacia 1892.

La historia de Sudamérica es la que se dedica al estudio de los eventos más importantes que han afectado a los grupos humanos que han habitado el subcontinente desde su más temprano poblamiento. Se entiende por Sudamérica, Suramérica o América del Sur al bloque meridional de América. Para algunas fuentes, especialmente norteamericanas, Sudamérica es un continente en sí mismo, mientras que otros, especialmente fuentes hispanoamericanas, se trata de un subcontinente que hace parte del gran continente americano. Dicho bloque comprende una gran variedad de pueblos y culturas que se extienden desde el Mar Caribe hasta Tierra del Fuego. Si bien la cultura hispánica y portuguesa son las dominantes en la región, existen algunos grupos humanos distintivos.
La historia de América del Sur se puede dividir en etapa precolombina, descubrimiento europeo, conquista, colonización, independencia, consolidación nacional y siglo XX. La historia de América del Sur está estrechamente relacionada con la Historia de América y sus diferentes regiones geográficas y culturales: América Latina, región que abarca la mayor parte de Sudamérica y Centroamérica; la América Central, y América del Norte.
Sudamérica tiene una historia muy amplia, la cual combina a numerosas culturas y civilizaciones. En la antigüedad hubo una gran cantidad de poblaciones aborígenes, que se desarrollaron sin contacto alguno con las civilizaciones de los demás continentes. La más importante de dichas poblaciones fueron los Incas.

Los estados europeos reclamaron soberanía sobre América del Sur, 1700.

Luego del descubrimiento de América por parte de Cristóbal Colón, América del Sur recibió corrientes colonizadoras principalmente de España y Portugal a partir de la firma del Tratado de Tordesillas. Los europeos llevaron también una gran cantidad de esclavos provenientes de África, lo cual ocasionó la diáspora africana. Los diversos grupos poblacionales siguieron a continuación un proceso de mestizaje.

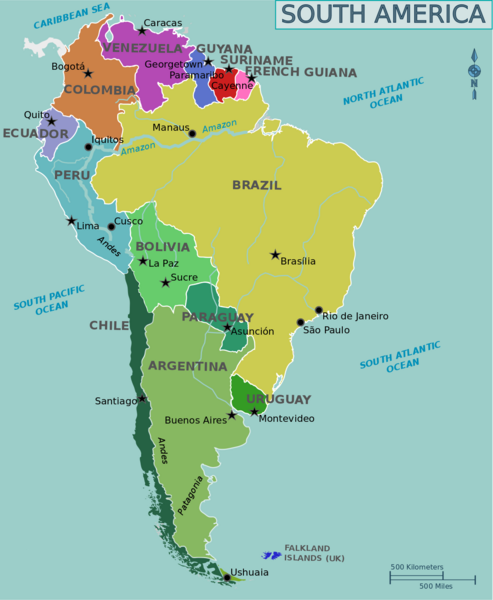
Mapa político contemporáneo de América del Sur.

Los colonizadores europeos fundaron varias ciudades, que luego se organizaron en virreinatos dependientes de Europa, bajo el mando de un virrey. Con el tiempo, dichos virreinatos comenzaron a independizarse de Europa y a dividirse en unidades más pequeñas, que conforman a los países de la actual.

## Poblamiento de Sudamérica
La discusión sobre el poblamiento de América se complica en el caso de su región más meridional. Por lo general se asume que el poblamiento del gran continente occidental comienza desde Alaska siguiendo la teoría del poblamiento tardío o consenso Clovis. De acuerdo a esa posición, Sudamérica sería el último bloque a ser poblado. La ruta de poblamiento vendría entonces desde América del Norte y la llegada del hombre a Alaska sería de aproximadamente 14.500 años.
Sin embargo, otros hallazgos, especialmente en Sudamérica, han dado fuerza a la teoría del poblamiento temprano, la cual pone el ingreso del hombre en América hasta en un rango de 60.000 a 100.000 años e incluso intenta otras rutas diferentes a la de Alaska, como el Océano Antártico proveniente desde Australia y el Sudeste asiático.
Los hallazgos que han dado fuerza a la teoría del poblamiento temprano demostraron que la Cultura Clovis de Mesoamérica no fue la más antigua organización humana, pues los descubrimientos demostraron organizaciones contemporáneas en Sudamérica:
- Pedra Furada, Brasil: Yacimiento arqueológico y pinturas rupestres en Monte Alegre, al este de Piauí, descubierto en 1973 por un equipo franco-brasileño bajo la dirección de Niède Guidon, donde se ha registrado una presencia humana tan antigua que cuestiona las teorías sobre la llegada del hombre a América. Hallazgo de Niède Guidon en 1986 (Nature, Guidon and Delibrias 1986), dataciones de entre 48.000 y 32.000 años adP. Reiterados análisis posteriores han confirmado la antigüedad, ampliando en algunos casos el rango de fechas hasta 60.000 años adP

- Piedra Museo, Argentina: Descubierto a principios del siglo XX por Florentino Ameghino a 250 km de Pico Truncado (provincia de Santa Cruz). Excavado en 1995 por Laura Miotti (Universidad Nacional de La Plata). Las muestras analizadas establecieron la antigüedad de los restos humanos encontrados en él en 13.000 años adP (11.000 a. C.).

- Monte Verde, Chile: El sitio ha sido excavado desde 1977 por el arqueólogo estadounidense Tom Dillehay de la Universidad de Kentucky (EE.UU.) y el geólogo chileno Mario Pino de la Universidad Austral de Chile. En las primeras excavaciones se dataron fechas de presencia humana con una antigüedad de 14.500 años adP; esta datación ha sido confirmada por un panel de científicos internacionales que visitó el sitio en 1997 (Museo de Dallas y National Geographic) y por la Sociedad Estadounidense para el Progreso de la Ciencia en 1998.

- El Abra, Colombia: Excavaciones desde 1967, cuando se obtuvo por primera vez en Colombia una secuencia estratificada de instrumentos líticos, asociados con huesos de animales y fragmentos de carbón vegetal datados mediante C14 en 12.400 años ± 160 a.P. A partir de 1969 se realizaron excavaciones más amplias con la colaboración de la Universidad de Indiana y en 1970 con el patrocino de la Fundación Neerlandesa de Estudios Tropicales (Wotro) y el apoyo del Instituto Colombiano de Antropología, fueron localizados en la región otros 4 sitios precerámicos estratificados. Sedimentos lacustres depositados han permitido precisas reconstrucciones del clima y la vegetación basados en estudios palinológicos.

## Las ciudades indígenas más antiguas
- Caral, actual Perú: evidencias de habitación hacia los años 5000 a. C. Considerada por ello la ciudad más antigua de América.
- Chavin de Huantar, actual Perú: evidencias de habitación desde el año 3000 a. C.
- Cultura San Agustín, actual Colombia: evidencias de habitación desde el año 3300 a. C.[2]

## Paleoindio
Común a la América precolombina, los primitivos habitantes de América del Sur eran recolectores y cazadores. Si los datos de Piedra Furada se demuestran, el Paleoindio suramericano habría comenzado desde hace más de 40 mil años hasta los inicios del Holoceno hace 10 mil años.

## Época precolombina
Después del Holoceno, un calentamiento global del planeta que generó el proceso de sedentarización humana, los primitivos suramericanos, como en el resto de América, descubrieron la agricultura, especialmente en la región de los Andes. Los arqueólogos han encontrado alimentos fósiles como maíz, patatas y animales domésticos datados de hasta hace diez mil años en los valles y vertientes de las cordilleras andinas. Caral en Perú fue construida durante el Periodo Arcaico de América con una datación del año 2627 a. C., lo que la pone como la ciudad más antigua no sólo de América del Sur, sino de todo el Hemisferio.

### Cultura Chavín y amazónicos
Entre el 900 a. C. y el 300 a. C. se desarrolla la llamada Cultura Chavín en las vertientes andinas del actual Perú y Ecuador. Numerosos artefactos han sido encontrados pertenecientes a esta antigua civilización que adoraban el dios Jaguar.
La presencia de terra preta en la región amazónica ha sido visto por algunos científicos como la prueba de que la selva tropical húmeda fue el espacio natural de otra civilización contemporánea a la Chavín.

### Cultura Tiahuanaco
La cultura tiahuanaco es la denominación de una cultura arqueológica que se expandió en los actuales países desde Bolivia a Perú y el norte de Chile y el extremo norte de Argentina entre los años 1500 a. C. y 1187 d. C. Su área de influencia, visible en objetos con una peculiar iconografía, comprende la cuenca del lago Titicaca como región nuclear, desde donde se distribuye hacia los valles y costa del océano Pacífico por el oeste, los inicios de la región del Chapare y e valluno por el este y el oasis de San Pedro de Atacama por el sur

### Cultura Moche
La cultura Moche, también llamada cultura mochica, es una cultura del antiguo Perú que se desarrolló entre el 200 y el 700 d. C. en el valle del río Moche (actual provincia de Trujillo, La Libertad). Esta cultura se extendió hacia los valles de la costa norte del actual Perú.
Las sociedades moche desarrollaron una compleja tecnología de canales de riego, evidenciando amplios conocimientos en ingeniería hidráulica y ampliando la frontera agrícola. Además, hicieron uso intensivo del cobre en la fabricación de armas, herramientas y objetos ornamentales.
Fueron considerados los mejores ceramistas del Perú antiguo gracias al fino y elaborado trabajo que realizaron en sus cerámicos. En ellos representaron a divinidades, hombres, animales y escenas significativas referidas a temas ceremoniales y mitos que reflejaban su concepción del mundo, destacándose la asombrosa expresividad, perfección y realismo con que los dotaban.
Políticamente, las sociedades moche — de fuerte segmentación en clases sociales — se organizaban en señoríos comandados por autoridades religioso-militares.

### Los Incas
Hacia el Periodo Posclásico de América se da el esplendor del Imperio Inca, el cual dominaría gran parte de la región andina de Perú, Bolivia y Ecuador llegando hasta los territorios de lo que en la actualidad son la parte más meridional de Colombia y el norte de Chile hasta el noroeste de argentina.

### Culturas Andinas de Colombia
Por su parte, la Cordillera Oriental de los Andes vio el surgimiento de la más grande confederación de tribus de la actual Colombia, los Muiscas, quienes dominaron el altiplano Cundiboyacense, donde se encuentra actualmente la ciudad de Bogotá. donde conformaron una de las civilizaciones más importantes de Sudamérica. Se localizó en el sur del departamento de Huila. Sus mayores vestigios de esculturas se encuentran en el Parque Arqueológico de San Agustín

## La llegada de los europeos
Los españoles liderados por el almirante Cristóbal Colón, descubrieron las primeras tierras del América Nuevo Mundo en el Mar Caribe el 12 de octubre de 1492. Sin embargo, el navegante creía que se encontraba en alguna región de la Asia, razón por la cual llamo a los nativos "Indios".
En 4 de mayo de 1493 el Papa Alejandro VI expide la Bula Inter caestera que favorecía a los españoles en lo que descubriesen en tierra firme. La bula fue rechazada por los portugueses, porque consideraban que siendo el Papa español, era de por sí viciada y por lo tanto corrieron sus pretensiones más hacia el occidente que dio como resultado el Tratado de Tordesillas del 7  de junio de 1494 entre Isabel I de Castilla y Fernando II de Aragón con Juan II de Portugal, en virtud del cual se establecían un reparto de las zonas de conquista y anexión del nuevo mundo mediante una línea divisoria del Océano Atlántico y de los territorios adyacentes.
Sería en el Tercer Viaje de Colón que los españoles verían la parte meridional de América. El 31 de julio llegó a la isla Trinidad y entre el 4 y el 12 de agosto exploró el golfo de Paria que separa a Trinidad de las costas de Venezuela. El recorrido lo llevó a la desembocadura del río Orinoco y desembarcaron en la zona de Macuro, en Venezuela, en agosto de 1498, siendo esta región parte de la masa continental suramericana. Luego navegó por las islas de Chacachacare, Cubagua, Margarita, Tobago y Granada. 
El 18 de mayo de 1499 el navegante Alonso de Ojeda inició una expedición que lo llevó a las costas de Venezuela y la Península de La Guajira en Colombia. En dicho viaje iba el cartógrago italiano Américo Vespucio, quien les dio el nombre de Venezuela a las costas que exploró. Ambos navegantes se separaron y mientras Vespucio llegó a las costas del Brasil, Ojeda se adentró a las costas colombianas y de allí partió de nuevo al Caribe descubriendo otras islas. Cubagua fue el primer establecimiento que fundaron los españoles en Venezuela.  En 1501 nacería, en la isla venezolana de Cubagua, el primer establecimiento que fundaron los españoles en América del Sur, eventualmente llamado Nueva Cádiz. En 1502 se fundaría el primer asentamiento en tierra firme llamado Santa Cruz
Durante su Cuarto viaje el almirante tocaría por segunda vez a Sudamérica. Entre el 11 de mayo de 1502 y el 7 de noviembre de 1504 exploró las costas del Caribe de América Central hasta Panamá y exploró el Golfo del Darién en Panamá y Colombia. Fue esa la segunda y última vez que Colón estuvo en suelo suramericano.
El 25 de septiembre de 1513 el hidalgo Vasco Núñez de Balboa, considerado el primer español en habitar tierra firme, descubrió el Océano Pacífico desde el Istmo de Panamá, al cual llamó "Mar del Sur". Núñez fundó la primera ciudad estable en tierra firme, a la que llamó Santa María la Antigua del Darién, en la actual Colombia. Cumaná, fundada en 1515 en Venezuela tuvo que ser refundada posteriormente ante la continua hostilidad de los indígenas caribes.
El 27 de noviembre de 1520, la expedición liderada por Fernando de Magallanes logró pasar el estrecho en la parte más meridional del continente y llegó al océano al cual él mismo llamó Océano Pacífico. Desde allí continuó al este y descubrió Filipinas en donde fue asesinado el 27 de abril de 1521. En su honor el paso es llamado Estrecho de Magallanes. El primer obispado en América del Sur tuvo asiento en la ciudad occidental venezolana de Coro.

## Conquista de Sudamérica
El avance de los españoles hacia el sur se dio a partir de sus campañas de invasión en un proceso que se dio especialmente a través de la región andina y de las costa Atlánticas del subcontinente.

### Los asentamientos más antiguos
La siguiente es la lista de los asentamientos euro-americanos más antiguos, cuya fundación se dio durante la primera mitad del siglo XVI:
- 1500: Nueva Cádiz (Isla de Cubagua, Venezuela). Fundada por Giacomo Castiglione, fue abandonada a mediados del siglo XVI después de ser parcialmente destruida por un maremoto.
- 1502: Santa Cruz (Colombia y Venezuela) fue la capital de la gobernación de Coquibacoa gobernada y fundada por Alonso de Ojeda en 1502 en las bahías Honda y Cocinetas en la península de La Guajira y luego abandonada en 1520. Fue la primera localidad fundada por los europeos en el firme territorio continental sudamericano.
- 1510: San Sebastián de Urabá, en el noroeste de la actual Colombia, fue fundada por Alonso de Ojeda; a finales de ese mismo año fue abandonada.
- 1510: Santa María la Antigua del Darién, fundada por Vasco Núñez de Balboa en la región del Darién - Lo que es hoy Unguía, en el Departamento de Choco (Colombia). La ciudad fue abandonada en 1517.
- 1513: Puerto Píritu (Venezuela), una ciudad ubicada en el actual Estado Anzoátegui, al oriente de Venezuela, fundada en 1513 como El Manjar y todavía conserva edificaciones virreinales.
- 1515: Cumaná (Venezuela), Capital del Estado Sucre. Establecida en 1515 por misioneros franciscanos, fue la primera ciudad continental fundada por españoles que fue habitada de forma permanente.
- 1519: Nuestra Señora de la Asunción de Panamá, fundada por Pedro Arias Dávila. Fue la primera ciudad americana fundada sobre el litoral pacífico.
- 1524: Granada (Nicaragua), fundada por el conquistador Francisco Hernández de Córdoba y una de las primeras ciudades fundadas por españoles en territorio continental americano. A diferencia de otras poblaciones que aseveran lo mismo, Granada no sólo fue el asentamiento de la conquista, sino también una ciudad matriculada en los registros oficiales de la Corona de Aragón y el Reino de Castilla en España.
- 1525: Santa Marta (Colombia), fundada por el conquistador Rodrigo de Bastidas.
- 1527: Coro (en el noroccidente de Venezuela), fue fundada por Juan de Ampíes
- 1527: Sancti Spíritu (Argentina), primer asentamiento fundado por Sebastián Gaboto. La primera ciudad fundada en Argentina fue en 1553 es la actual ciudad de Santiago del Estero.
- 1529: Villa de Maracaibo (Venezuela), fundada por Ambrosius Ehinger. Abandonada en 1535. La ciudad fue refundada en 1569, y posteriormente en 1574, cuando Maracaibo queda asentada de manera definitiva.
- 1532: San Miguel de Tangarará en la Provincia de Sullana, Departamento de Piura (Perú), primera ciudad española de Perú.
- 1532: San Francisco de Paita de la Buena Esperanza (Perú), fue el primer puerto fundado por los españoles en Perú. Es el puerto habitado más antiguo de Perú.
- 1532: San Miguel de Piura (Perú), primera ciudad aún habitada lejana del litoral de Perú.
- 1532: São Vicente (Brasil), fundada por Martin Afonso de Souza.
- 1533: Cartagena de Indias (Colombia), fundada por el conquistador Pedro de Heredia.
- 1533: Cuzco (Perú), antigua capital inca.
- 1534: Santa Fe de Hatun Xauxa, primera capital de Perú, fundada por Francisco Pizarro.
- 1534: San Francisco de Quito, Ecuador, fundada por Sebastián de Belalcázar.
- 1534: Santiago de Guayaquil.
- 1535: Porto Seguro (Brasil), fundada por Pero do Campo Tourinho.
- 1535: Ciudad de los Reyes (Lima, Perú), fundada por Francisco Pizarro.
- 1535: Olinda (Brasil), fundada por Duarte Coelho.
- 1535: San Gregrorio de Portoviejo, Ecuador, fundada por Francisco Pacheco (capitán).
- 1535: Timbío (Colombia), fue fundada el 1 de noviembre de 1535 por los conquistadores español Juan de Ampudia y Pedro de Añazco bajo órdenes dada por Sebastián de Belalcázar Es la tercera población más antigua de (Colombia)
- 1535: Vila do Espírito Santo (Brasil), fundada por Vasco Fernandes Coutinho.
- 1536: Quintero (Chile), fundada por Alonso de Quinteros
- 1536: Valparaíso (Chile), fundada por Juan de Saavedra
- 1536: Ilhéus (Brasil), fundada por Francisco Romero.
- 1536: Jamundí (Colombia), Fue fundada el 23 de marzo de  1536 (489 años) por Juan de Ampudia y Pedro de Añazco bajo las órdenes de Sebastián de Belalcázar, quien mandó a construir el asentamiento para preparar la fundación de Santiago de Cali, lo que ocurrió cuatro meses después.
- 1536: Santiago de Cali (Colombia), fundada por Sebastián de Belalcázar.
- 1536: Yumbo (Colombia), la ciudad era un acentamiento indigena antes de la llegada de los españoles, fue descubierta por Sebastián de Belalcázar cuando siguió su camino hacia el norte después de haber fundado Santiago de Cali, Yumbo fue una de las ciudades más importantes de Colombia ya que en su territorio se realizaban el intercambio de los esclavos, aparte de que algunos españoles importantes se domiciliaron en esas tierras.
- 1536: Nuestra Señora del Buen Ayre (Argentina), asentamiento fundado por Pedro de Mendoza.
- 1537: Popayán (Colombia), fundada por Sebastián de Belalcázar.
- 1537: Santa María de la Asunción (Paraguay), fundada por Juan de Salazar y Espinosa de los Monteros.
- 1538: Santafé de Bogotá (Colombia), por Gonzalo Jiménez de Quesada.
- 1538: Sucre (Bolivia), fundada por Pedro Anzúrez de Camporredondo.
- 1539: San Juan de Pasto (Colombia), fundada por Lorenzo de Aldana.
- 1539: Tunja (Colombia), fundada por Gonzalo Suárez Rendón.
- 1539: Guataquí (Colombia), fundada por Gonzalo Jiménez de Quesada, Sebastián de Belalcázar y Nicolás Federmann.
- 1540: Cartago (Colombia), fundada por Jorge Robledo.
- 1540: Arequipa (Perú), fundada por Garci Manuel de Carbajal.
- 1541: Santiago de la Nueva Extremadura (Santiago de Chile) (Chile), fundada por Pedro de Valdivia.
- 1541: San Marcos de Arica (Arica) (Perú-Chile), fundada por Lucas Martínez Vegaso.
- 1544: Villanueva de la Serena (La Serena) (Chile), fundada por Juan Bohón
- 1545: Villa Imperial De Potosí (Bolivia), fundada por Capitán Juan De Villaroel
- 1545: El Tocuyo (Venezuela), fundada por Juan de Carvajal.
- 1546: Santos (Brasil), fundada por Brás Cubas.
- 1548: Borburata (Venezuela), fundada por Juan de Villegas
- 1548: La Paz, Ciudad de Nuestra Señora de La Paz de Ayacucho (Bolivia), fundada por Alonso de Mendoza.
- 1549: Salvador de Bahía (Brasil), fundada por Tomé de Souza. Fue la primera capital de Brasil.
- 1550: La Concepción de María Purísima de la Nueva Extremadura, (Concepción), (Chile), fundada por Pedro de Valdivia en el actual Penco.
- 1550: Ibagué (Colombia), fundada por Andrés López de Galarza, y capital del actual departamento de Tolima

### Las conquistas de los pueblos sudamericanos aborígenes
Sebastián de Benalcázar, Gonzalo Jiménez de Quesada y Nicolás de Federmann, derrotaron a los jefes de la Confederación Muisca, la mayor unión de tribus de Sudamérica en el Altiplano Cundiboyacense, dando muerte a Sagipa, el último de los zipas de Bogotá en 1538 y a Aquiminzaque, el último Zaque de Hunza muerto en 1541. También dieron muerte al último Iraca de Sogamoso, máximo sacerdote de la religión muisca. Una rebelión tardía de los muiscas en 1542 no pudo evitar ya el control español.
El sometimiento del actual territorio colombiano abrió el camino para que los españoles se enfrentaran al poderoso Imperio inca que regía en una extensión que va desde gran parte del actual Ecuador hasta el norte de Chile. El Imperio Inca tuvo una reducción de casi el 90% de su población a causa de epidemias como la viruela de la cual también se contagiaría el Sapa Inca Huayna Cápac causando su muerte, aunque algunas investigaciones recientes apuntan a que realmente fue envenenado por los chachapoyas. El Imperio Inca quedó acéfalo teniendo como consecuencia el inicio de guerras civiles por el poder, la guerra civil incaica duraría 4 años culminando en la Batalla de Quipaipán en 1532 con la captura del Sapa Inca Huáscar autoproclamándose Atahualpa como el nuevo Sapa Inca. Los españoles aprovecharon este evento para formar alianzas con fuerzas políticas del Tawantinsuyo que habían formado parte del bando de Huáscar. Francisco Pizarro ofreció a Atahualpa en reunirse desarmado en Cajamarca para dialogar, pero bien pronto Pizarro se volvió en contra del monarca y lo hizo prisionero, lo que le ganó la simpatía con los grupos políticos que habían luchado por Huáscar en la Guerra civil incaica. Atahualpa al temer una alianza de Huáscar con los Españoles (aún siendo capturado) mandó a asesinar a Huáscar y a todo su linaje real sobreviviendo muy pocos herederos de sangre real, entre los sobrevivientes se encontraba Manco Inca. Atahualpa es ejecutado en 1533 iniciando así la Conquista del Tahuantinsuyo, esta empresa duraría 40 años con aproximadamente cien batallas en donde se estima la muerte de miles de soldados españoles y decenas de miles de soldados autóctonos que lucharon tanto al favor del Imperio Inca como por el Imperio Español. Entre los eventos más destacables de la guerra Inca-España se tiene el Sitio del Cuzco, Sitio de Lima, Batalla de Sacsayhuamán y Batalla de Ollantaytambo. El Imperio Inca dejaría de existir el 24 de septiembre de 1572 con la muerte de Túpac Amaru I, el último de los Incas de Vilcabamba.
Pedro de Valdivia, autorizado por Pizarro, salió del Cuzco con 11 españoles y 1 000 indígenas en enero de 1540 y penetró el territorio del actual Chile. El cacique Michimalonco trató de detenerlo infructuosamente después de que el conquistador tomó posesión del valle de Copiapó en 1540. El 11 de septiembre de 1541 Michimalonco destruyó a la ciudad de Santiago fundada por Valdivia. Pronto los conquistadores dominaron el norte de Chile y se dirigieron hacia el sur. En 1553 se alzó el pueblo Mapuche liderados por Lautaro y Caupolicán que causaron la muerte de Valdivia; cuatro años después, a causa de las consecutivas derrotas Mapuches y deserción casi total de sus guerreros, el levantamiento Mapuche terminaría en la Batalla de Mataquito con la muerte de Lautaro, conquistando finalmente el Imperio español a los Mapuches. Debido a la falta de organización de las diferentes tribus mapuches el Imperio Español envió a grupos de misioneros con el fin de evangelizarlos teniendo una relativa paz hasta finales del siglo XVI, la paz terminó a causa una nueva rebelión Mapuche, en la cual un grupo de guerreros mapuche emboscó y asesinó al Gobernador de Chile Martín García Óñez de Loyola (quién estaba en una visita de inspección), este evento avivó una rebelión generalizada teniendo como resultado la destrucción de las siete ciudades en la cual los Mapuches asesinaron a 3000 civiles españoles y raptaron a 500 mujeres (muchas de las cuales fueron liberadas posteriormente por redadas españolas), en esta rebelión los mapuches recuperarían su independencia y territorios al Sur del río Biobío, este evento fue uno de los mayores desastres del Imperio Español en la época colonial a causa de Tribus Indígenas en Sudamérica, siendo sólo superado por la destrucción de las 6 ciudades a manos de los Jíbaros al año siguiente (en donde se cree que murieron aproximadamente 30 000 españoles). A pesar de ubicarse en territorios reclamados por el Imperio español, los Mapuches mantendrían su independencia hasta la Ocupación de la Araucanía donde la población Mapuche sería drásticamente reducida de medio millón a 25 000.

## Fundación de los virreinatos
La primera forma administrativa creada por los españoles en Suramérica fue en la costa Caribe de Venezuela, Colombia y Panamá, territorios explorados por Colón. Alonso de Ojeda fundó una primera ciudad en el Zulia el 3 de mayo de 1502 con el nombre de "Santa Cruz". Ese primer intento duró solo tres meses, cuando Ojeda fue apresado, pues no tenía autorización del Virrey de Indias, título que ostentaba el Almirante Colón. Venezuela es hecha "Capitanía General" en 1527, pero dependía de la Real Audiencia de Santo Domingo. En 1717 es trasferida al Virreinato de la Nueva Granada.
Con la derrota del pueblo Muisca, Gonzalo Jiménez de Quesada fundó a partir de 1543 el Nuevo Reino de Granada a partir de la Real Audiencia de Santafé de Bogotá.
El 20 de noviembre de 1542 el rey Carlos I de España creó el Virreinato del Perú, que comprendía toda la Suramérica conquistada por los españoles y parte de América Central. En 1717 se desmembró de este, el Virreinato de la Nueva Granada que comprendía el norte de Sudamérica y el Virreinato del Río de la Plata que comprendía la parte más meridional.
Por su parte, Portugal arrendó en 1503 sus conquistas en Sudamérica, llamadas entonces "Terra de Santa Cruz", a un agente de la Banca Fugger para la explotación maderera. En 1511 terminó la concesión y el rey Manuel I de Portugal dio paso a la creación de las llamadas Capitanías del Brasil.
La esclavización de los aborígenes fue un fracaso, porque muchos murieron a causa de las epidemias importadas por los conquistadores y el 20 de noviembre de 1542 se aprobaron las Leyes Nuevas que pretendía mejorar su condición a través del sistema de la Encomienda, establecida en las Leyes de Burgos de 1512. La protección de los indígenas traería en cambio un nuevo drama: la esclavización de pueblos africanos en América. En 1518 la Corona dio la primera licencia para introducir a 4.000 hombres africanos a las Indias durante ocho años. Este fue el primero de aquellos asientos de negros, que por mucho tiempo fueron una ensangrentada y lucrativa fuente de ingresos para los gerentes de Europa. Además del negocio oficial hubo también un negocio de esclavos en contrabando ejercido por piratas y comerciantes no católicos. La desaparición de numerosos indígenas fue pronto reemplazada por la introducción de campesinos españoles que formarían una clase de base.
Cartagena de Indias se convirtió en la primera plaza negrera de América del Sur y el 9 de septiembre de 1654 murió allí el apóstol de los esclavos, Pedro Claver, un sacerdote jesuita nacido en Cataluña que fuera declaró en 1985 por el Congreso de la República de Colombia como el precursor de los derechos humanos en el país.

## Siglos XVII y XVIII
En 1604 el rey Luis XIV de Francia envió un gran número de personas para que se asentaran en Guyana, lo que originaría la Guayana Francesa. Pero los primeros colonos sufrieron una gran mortandad por enfermedades tropicales y hostilidad de los indígenas. En 1616 los holandeses, atraídos por la leyenda de El Dorado, fundaron un fuerte en Guyana y crearon tres colonias: Demerara, Berbice y Essequibo.
Ya desde el siglo XVI se dieron  movimientos de descontento al sistema colonial español y portugués. Entre estos movimientos, el más célebre fue el de los negros cimarrones, esclavos que escapaban de sus amos y en el refugio de las selvas organizaban comunidades libres. Los intentos del ejército realista de someterlos fue infructuoso, porque los cimarrones aprendieron a dominar las selvas suramericanas. En una cédula real de 1713 el rey le dio legalidad a la primera población libre del continente: el Palenque de San Basilio en la actual Colombia, liderado por Benkos Biohó. Brasil vio la formación de un auténtico reino africano en su suelo, con el Quilombo de los Palmares.
Entre 1717 y 1735 se presentó la llamada II Revolución Comunera de Paraguay debido al descontento popular por la administración colonian española. Entre 1742 y 1756 se dio la insurrección de Juan Santos Atahualpa en la selva central de Perú. En 1780 el Virreinato del Perú volvería a temblar con la insurrección del curaca Condorcanqui o Túpac Amaru II, que sería continuada por Túpac Catari en el Alto Perú.
En 1763 el africano Cuffy encabezó una rebelión en Guayana que fue reprimida sangrientamente por los holandeses. En 1781 se presenta la Insurrección de los comuneros en el Virreino de la Nueva Granada, la cual fue una revolución popular que unía campesinos, indígenas y mestizos. Los comuneros intentaron tomarse el poder colonial y a pesar de que se firmaron unas capitulaciones, el virrey Manuel Antonio Flórez no les cumplió y en cambio ejecutó a los principales líderes con José Antonio Galán.
En 1796 una de las colonias holandesas de Guyana, la Guayana Esequiba, fue tomada por los ingleses, que antes habían comenzado una introducción masiva de esclavos. Durante el siglo XVIII destacó la figura del sacerdote, botánico y matemático José Celestino Mutis (1732 - 1808), delegado por el virrey Antonio Caballero y Góngora para realizar un inventario de la naturaleza de la Nueva Granada, que fue conocido como la Expedición Botánica, la cual clasificó plantas, fauna y fundó el primer observatorio astronómico en la ciudad de Santa Fe de Bogotá.
Con el avance del nacionalismo europeo y la consolidación de las naciones norteamericanas, especialmente de la Guerra de Independencia de los Estados Unidos (1776), las colonias sudamericanas recibieron un gran impacto. El sometimiento de la Corona Española por parte de las fuerzas napoleónicas francesas debilitaría al Imperio y le abriría las puertas al papel protagónico de los criollos en la conformación de sus propias naciones en suelo sudamericano.

## Siglo XIX: Nacionalismos sudamericanos
El 15 de agosto de 1801 el científico prusiano Alexander von Humboldt llega a Fontibón en donde se abraza con Mutis y comienza su expedición por la Nueva Granada hasta Quito. El encuentro entre ambos estudiosos es considerado el punto más brillante de la expedición botánica. Humbolt viajó también por Venezuela, México, Estados Unidos, Chile y Perú. Sus observaciones de las diferencias de temperatura del Océano Pacífico entre Chile y Perú en diferentes periodos del año le hizo descubrir las corrientes frías que se desplazan de sur a norte hasta las costas peruanas, lo que se llamó en su honor la Corriente de Humboldt.
Entre 1806 y 1807 fuerzas militares inglesas trataron de invadir la zona del Río de la Plata al mando de Home Riggs Popham y William Carr Beresford en el primer intento y John Whitelocke en el segundo. Las invasiones fueron repelidas, pero afectó poderosamente la autoridad española.

### Dictaduras
Linea de tiempo de las dictaduras en Sudamérica

### Democracias estables
*Señalado como autoritario:     reelecto o electo durante 2 o más periodos seguidos